# Klára Šliková
Klára hraběnka Šliková (německy Clara Gräfin Schlik, † 2. března 1854, Brno) byla údajná česká šlechtična z rodu Šliků.

## Život
Klára Šliková byla údajná dcera generála jezdectva, hraběte Františka Jindřicha II. Pod tímto jménem se objevuje ve níže uvedeném nekrologu:
„Dne 2. března 1854 v Brně zemřela na mozkový tyfus Klára hraběnka Šliková, jež se vyznačovala vzácnou krásou, oduševnělostí a laskavostí, dcera c. k. generála jezdectva etc." (Uvedeno v Nekrologu Illustrirtes Familien-Journal. Eine Wochenschrift zur Unterhaltung und Belehrung, Leipzig und Dresden, A. G. Payne, 4°. První svazek, rok 1854, s. 350).
2. března 1854 v Brně pravděpodobně zemřela generálova dcera jménem Rozálie (Rosa) Šliková, která je patrně myšlena, neboť generál Šlik dceru jménem Klára neměl. V genealogických almanaších hraběcích rodů se navíc mezi generálovými dcerami neobjevuje ani Klára, ani „Rosa“.